# Uriah Ashley
Uriah Ashley (ur. 1 lutego 1944 w Almirante, zm. 25 listopada 2020 w Panamie) – panamski duchowny katolicki, biskup diecezjalny Penonomé w latach 1994–2015 i biskup pomocniczy Panamy w latach 2015–2019.

## Życiorys
Święcenia kapłańskie otrzymał 15 sierpnia 1979 i został inkardynowany do archidiecezji panamskiej. Pracował głównie jako duszpasterz parafialny, był także m.in. wikariuszem biskupim oraz duszpasterzem akademickim.
18 grudnia 1993 papież Jan Paweł II mianował go biskupem diecezjalnym Penonomé. 6 stycznia 1994 z rąk papieża Jana Pawła II przyjął sakrę biskupią. 25 czerwca 2015 papież Franciszek mianował go biskupem pomocniczym Panamy, ze stolicą tytularną Agbia. 25 kwietnia 2019 przeszedł na emeryturę.
Zmarł w Panamie 25 listopada 2020.